# Itabela
Itabela là một đô thị thuộc bang Bahia, Brasil. Đô thị này có diện tích 853,267 km², dân số năm 2007 là 25664 người, mật độ 30,08 người/km².